# Avellino
Avellino este un oras în Italia, capitala provinciei Avellino în estul regiunii Campania, la 351 metri deasupra nivelului mării. Este situat la 42 de kilometri est-nord-est de Napoli și are 54,300 de locuitori conform recensământului din 2003.

## Muzee
- Lapidar Diocesan
- Galeria Națională de Selachoidei (Museum rechin)
- Muzeul de Artă - MdAO
- Muzeul Zoologic al Nevertebrate <<L. Carbone>>
- Provinciale Galeria de Arta
- Provinciale Muzeul Arheologic <<Irpino>>

## Demografie
Avellino - evoluția demografică

|  | Graficele sunt indisponibile din cauza unor probleme tehnice. Mai multe informații se găsesc la Phabricator și la wiki-ul MediaWiki. |

Date: Recensăminte sau birourile de statistică - grafică realizată de Wikipedia

Vezi și: Listă de orașe din Italia
1. ↑  Superficie di Comuni Province e Regioni italiane al 9 ottobre 2011 (în italiană), Istituto Nazionale di Statistica, accesat în 16 martie 2019